# D'Iberville, Mississippi
D'Iberville là một thành phố thuộc quận Harrison, tiểu bang Mississippi, Hoa Kỳ. Năm 2010, dân số của thành phố này là 9 486 người.

## Dân số
- Dân số năm 2000: 7 894 người.
- Dân số năm 2010: 9 486 người.